# Helena Ceysinger
Helena Ceysinger, ps. „H.C.”, "Helena Ceysingerówna" (ur. 23 grudnia 1869 w Krakowie, zm. 28 lipca 1950 w Warszawie) – pisarka, dziennikarka, nauczycielka, działaczka feministyczna.

## Życiorys
Urodziła się 23 grudnia 1869 w Krakowie. Jej ojcem był Konrad, właściciel majątku w Michalewicach, w guberni lubelskiej. W okresie zaborów w latach od 1894 do 1906 działała w zakresie krzewienia oświaty i w tajnych szkołach polskich. Od 1894 należała do Koła Kobiet Korony i Litwy w Warszawie. W latach 1897–1900 działaczka Towarzystwa Oświaty Ludowej związanej z Polską Partią Socjalistyczną. Następnie członkini ZMP „Zet” i Ligi Narodowej. Członkini władz centralnych Towarzystwa Oświaty Narodowej; wraz z Cecylią Śniegocką kierowała TON w Warszawie. Brała udział w strajku szkolnym w 1905.  Należała do kierownictwa Związku Unarodowienia Szkół, którego nazwę wymyśliła (do 1906). Była współpracowniczką wielu czasopism, takich jak „Tygodnik Mód i Powieści” (1896–1905, 1907), „Naród. Dodatek ilustrowany” (1906–1907). Na znak protestu przeciwko wezwaniu do zaprzestania bojkotu szkół rosyjskich wystąpiła w 1911 wraz ze środowiskiem „Secesji” z Ligi Narodowej. W kwietniu 1913 stała się współzałożycielką Ligi Kobiet Pogotowia Wojennego. 
Po wybuchu I wojny światowej w sierpniu 1914 przebywając na letnim wypoczynku pod Kaliszem została internowana przez Niemców w obozie. Po 5 sierpnia 1915 wróciła do Warszawy – gdzie ponownie weszła do Zarządu Ligi Kobiet PW. W sporach między Piłsudskim a Sikorskim popierała linię polityczną tego ostatniego. Wspólnie z Izą Moszczeńską próbowała na zebraniu 4 września 1915 podporządkować Ligę Departamentowi Wojskowemu Naczelnego Komitetu Narodowego – w wyniku czego nastąpił podział organizacyjny w kole warszawskim LK PW na dwie organizacje, A i B. Od tej pory była członkinią władz koła „A” (opcja proenkaenowska) i na zjeździe piotrkowskim Ligi (25–26 sierpnia 1916) wraz z nim wystąpiła z Ligi.
Podczas wojny polsko-bolszewickiej służyła w Wojsku Polskim. W 1921 była w stopniu porucznika delegatką Ministerstwa Spraw Wojskowych. Współorganizatorka i oficer Ochotniczej Legii Kobiet w Warszawie. 
Otrzymała nagrodę w konkursie literackim im. Wołodkiewicza za dramat w 4-ch aktach, osnuty na tle walk Dalmacji z Wenecją, pt. Zwalczeni. W latach dwudziestych była współpracownicą „Bluszczu”, gdzie zamieszczała swoje utwory, m.in. Myśl o tym co chcesz (1926) i Jak słońce spĳa rosę (1927). Współpracowała także z „Kobietą Współczesną”. Była działaczką i członkinią władz Związku Pracy Obywatelskiej Kobiet (1928–1939) oraz redaktorką jego tygodnika „Prosta droga” wraz z dodatkiem „Życie wsi”. Jako delegatka ZPOK uczestniczyła w Zjeździe Międzynarodowego Związku Praw Wyborczych i Pracy Obywatelsko-Politycznej Kobiet w Atenach w kwietniu 1932.
Zmarła 28 lipca 1950 w Warszawie. Została pochowana 2 sierpnia 1950 na cmentarzu Powązkowskim w Warszawie (kwatera 132-6-23).

## Ordery i odznaczenia
- Krzyż Niepodległości (29 grudnia 1933)[15][16]
- Krzyż Kawalerski Orderu Odrodzenia Polski (8 listopada 1930)[17]
- Srebrny Wawrzyn Akademicki (4 listopada 1937)[18]

## Publikacje
- Ze znalezionych kartek, Warszawa 1894
- Duchy-żórawie: fantazye i obrazki, Warszawa 1902
- Szymon Konarski, Warszawa 1902
- Jan Lipnicki : powieść historyczna dla młodzieży, Warszawa 1902
- O Sejmie Wielkim i Konstytucyi 3-go Maja, Warszawa 1916
- Ochotnicza Legia Kobiet. Szkic historyczny, Lwów 1921
- Liga Narodowa i Związek Unarodowienia Szkół w walce o szkołę polską w: Nasza walka o szkołę polską 1901–1917. Opracowania, wspomnienia, dokumenty. Pod red. B. Nawroczyńskiego, t. 2, Warszawa 1934, s. 6, 8
- Policja Kobieca w: Almanach spraw kobiecych: informacje postulaty zagadnienia, red. Hermina Naglerowa, Warszawa 1933, s. 90–96
- Związek Pracy Obywatelskiej Kobiet w: Wystawa „Świat kobiety”, Warszawa [1939], s. 7–12
- Tajna szkoła w Warszawie w epoce caratu, Warszawa 1948